# رافائل مامیکونیان
رافائل ساموئلی مامیکونیان (ارمنی: Ռաֆայել Սամվելի Մամիկոնյան؛  زادهٔ ۲۰ مارس ۱۹۲۷) یک دانشمند علم درمان و استاد اهل ارمنستان است.

## زندگی‌نامه
در ۲۰ مارس ۱۹۲۷ در تفلیس به دنیا آمد و از دانشگاه پزشکی دولتی ایروان (۱۹۵۰) فارغ‌التحصیل شد و در همان دانشگاه نیز فعالیت کرده است. وی همچنین برنده دانشمند شایسته جمهوری ارمنستان (۱۹۹۰) شده است.

## یادداشت
1. ↑  բժշկական գիտությունների դոկտոր